# 4051-es busz
A 4051-es jelzésű autóbuszvonal Sajószentpéter és Alacska között húzódó regionális vonal, amelyet a MÁV Személyszállítási Zrt. üzemeltet.

## Útvonala
A sajószentpéteri vasútállomásról indul. Útját az állomáshoz vezető 26 308-as mellékúton kezdi el, melyről rövidesen kikanyarodik a 26-os főút Kazincbarcika felé vezető szakaszára, onnan pár száz méteren belül múlva a parasznyai elágazáshoz tart, járatainak nagyobbik felének végállomására, ide becsatlakoznak a szintén a célállomásáig tartó 3761-es buszok is Miskolc felől. A kisváros alacskai bekötőútjánál el is hagyja a főútat.
Végállomására az Alacska-patak folyásának mentén, valamint sík területen érkezik. Alacska teljes területe autóbuszok által járt, egészen nyugati csücskében helyezkedő buszfordulójáig halad.

## Közlekedése
Indításai minden nap történnek, sűrű rendszerességgel. A vonal Alacska községet gyökeresen kiszolgálja, a nap során legtöbbször a térségi autóbuszok ingáznak a közeli város és a zsákfalu között. A Borsod Volán üzemeltetése alatt a jelenleg 3756-os jelzést viselő, Kazincbarcika–Sajószentpéter–Varbó–Miskolc (Diósgyőr) között közlekedő járatok némelyike is érintette Alacskát, ezáltal közvetlen kapcsolat volt létesített Kazincbarcikáról is. Megoldást erre a 2020 júliusában esedékes új térségi menetrend jelentett, mely során Miskolc és Alacska között 3761-es jelzéssel indítottak autóbuszokat főként iskolai napokon.

### Csatlakozást biztosít
- Sajószentpéter, parasznyai elágazás megállóhelyen – Miskolc és Kazincbarcika felé/felől autóbuszra (3765).

### Törzsjárművei
Sajószentpéter és Alacska között kizárólag szóló autóbuszok lelhetőek fel.
- az FLZ-192 rendszámú Mercedes-Benz Conecto,
- a LVN-611 rendszámú Credo EN 9,5,
- az NWX-327 rendszámú Volvo 8700,
- az NZM-436 rendszámú Credo Econell 12,
- az SSM-525 rendszámú Credo Econell 12 autóbuszok.

| Viszonylat                                                        | Indításszám       | Közlekedési rend          |
| ----------------------------------------------------------------- | ----------------- | ------------------------- |
| Sajószentpéter vá. – Alacska, Kossuth út aut. ford.               | 13 oda, 9 vissza  | tanítási napokon          |
| Sajószentpéter vá. – Alacska, Kossuth út aut. ford.               | 14 oda, 12 vissza | tanszünetben munkanapokon |
| Sajószentpéter vá. – Alacska, Kossuth út aut. ford.               | 9 oda, 6 vissza   | szabadnapokon             |
| Sajószentpéter vá. – Alacska, Kossuth út aut. ford.               | 8 oda, 5 vissza   | munkaszüneti napokon      |
| Sajószentpéter, parasznyai elág. – Alacska, Kossuth út aut. ford. | 2 oda, 5 vissza   | tanítási napokon          |
| Sajószentpéter, parasznyai elág. – Alacska, Kossuth út aut. ford. | 2 oda, 3 vissza   | tanszünetben munkanapokon |
| Sajószentpéter, parasznyai elág. – Alacska, Kossuth út aut. ford. | 4 vissza          | szabadnapokon             |
| Sajószentpéter, parasznyai elág. – Alacska, Kossuth út aut. ford. | 3 vissza          | munkaszüneti napokon      |

## Megállóhelyei
| 0 | Sajószentpéter vasútállomás végállomás                   | 0.0 km | 4050 expresszvonat, személyvonat – Sajószentpéter (92)                                                    |
| 1 | Sajószentpéter, parasznyai elágazás vonalközi végállomás | 0.4 km | 1369, 1384, 1410, 1411 3754, 3756, 3761, 3763, 3764, 3765, 3766, 3767, 3769, 3770, 3773, 4049, 4050, 4098 |
| 2 | Sajószentpéter, alacskai elágazás                        | 0.8 km | 3756, 3761, 3763, 3764, 3765, 3770, 3773, 4049, 4050                                                      |
| 3 | Sajószentpéter, Kukucska telep bejárati út               | 1.6 km | 3761 |
| 4 | Sajószenpéter, III. akna bejárati út                     | 2.4 km | 3761 |
| 5 | Sajószenpéter, IV. akna bejárati út                      | 3.3 km | 3761 |
| 6 | Alacska, Ady Endre út                                    | 4.4 km | 3761 |
| 7 | Alacska, élelmiszerbolt                                  | 4.8 km | 3761 |
| 8 | Alacska, Kossuth út autóbusz-forduló végállomás          | 5.6 km | 3761 |